# Pleurodesmospora coccorum
Pleurodesmospora coccorum är en svampart som först beskrevs av Petch, och fick sitt nu gällande namn av Samson, W. Gams & H.C. Evans 1979. Pleurodesmospora coccorum ingår i släktet Pleurodesmospora, divisionen sporsäcksvampar och riket svampar.   Inga underarter finns listade i Catalogue of Life.